# Хауфф, Томас
Томас Хауфф (норв. Thomas Hauff; 19 апреля 1950) – норвежский дипломат.
Родился в семье моряков. Решил нарушить мореходных традиций своих предков, первый из мужчин, не выходивших в море с XVIII века. После окончания школы бизнеса в Бергене, путешествовал по Италии и США, изучал политологию. Заинтересовался международной деятельностью, получил степень магистра по специальности «Международные отношения» и в 1977 году был взят на работу в Министерство иностранных дел Норвегии.
В 1999-2002 годах был послом в Сингапуре, в 2007-2011 годах работал послом в Каире, генеральным консулом в Гамбурге в 2011–2012 годах и с 2013 по 2018 год – послом Норвегии в Швейцарии. На этом посту его сменил  Эрик Фёрнер.